# Ваља Леспезиј (Прахова)
Ваља Леспезиј (рум. Valea Lespezii) насеље је у Румунији у округу Прахова у општини Черашу. Oпштина се налази на надморској висини од 601 m.

## Становништво
Према подацима из 2002. године у насељу је живело 439 становника, од којих су сви румунске националности.